# Route nationale 238 (Belgique)
Pour les articles homonymes, voir Route nationale 238.
La route nationale 238 est une route nationale de Belgique qui relie Wavre à Ottignies-Louvain-la-Neuve, situées toutes deux en province de Brabant wallon. Celle-ci se termine à Mont-Saint-Guibert sur la route nationale 25 qui relie Chaumont-Gistoux à Nivelles. Il s'agit d'un itinéraire à grand gabarit aménagé en voie express (2x2 bandes et carrefour dénivelés) permettant de contourner la ville de Louvain-la-Neuve par l'ouest.
Pour les articles homonymes, voir Route nationale 238a.
La route nationale 238a est une route nationale de Belgique de 350 mètres qui relie la N239 à Ottignies à la N237 à Ottignies.

## Communes sur le parcours
- Région wallonne
  -  Province du Brabant wallon
    - Ottignies